# Alessandro Stradella (opera)

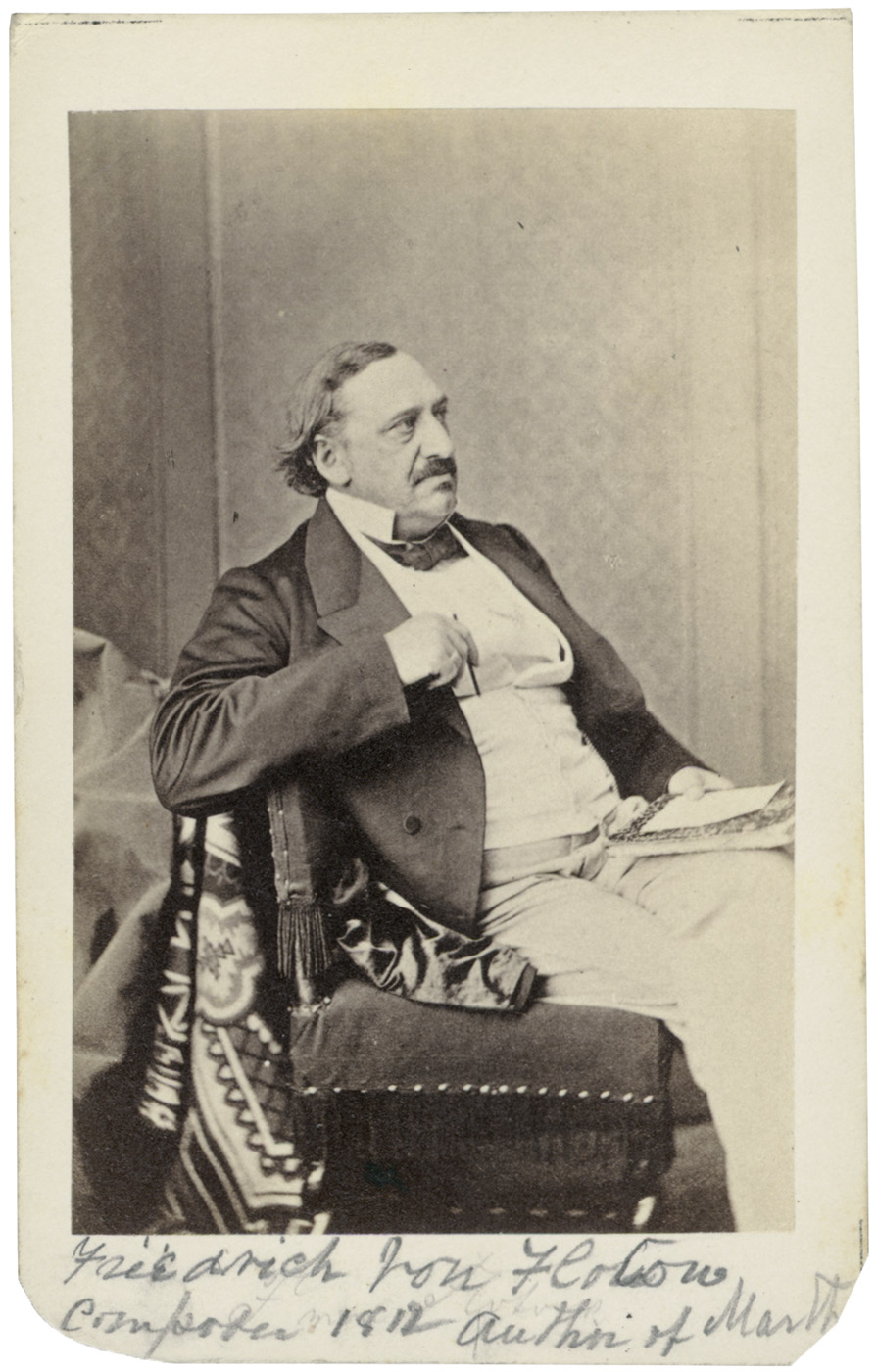
Friedrich von Flotow.

Alessandro Stradella är en tysk opera i tre akter med musik av Friedrich von Flotow och libretto av Friedrich Wilhelm Riese.

## Historia
Operan bygger på historien om den italienske tonsättaren Alessandro Stradella (1639-82). Flotow komponerade först en comédie en vaudeville (comédie mélée de chant) i en akt under namnet Stradella. Den hade premiär på Théâtre du Palais-Royal i Paris den 2 februari 1837. Senare reviderade och utökade Flotow operan till en treaktsopera som hade en succéartad premiär på Stadttheater i Hamburg den 30 december 
1844. Svensk premiär den 22 januari 1847 på Kungliga Operan i Stockholm. Med en översättning av Gudmund Leonard Silverstolpe. Baletten till första akten gjorde av Wilhelm Pettersson och andra akten av Théodore Martin.
Trots att verket är genomkomponerad och saknar talad dialog passar operan bättre in på beskrivningen opéra comique än på en romantisk opera. Dess "romantiska" drag ligger inte i stilen eller ämnesvalet utan snarare i Flotows musikaliska tolkning av texten. Oaktat den komiska effekt som Bassi och hans två banditer tillför är operan en hyllning till den fromme musikern som brukar sin musik för att förbättra samhället. Flotow använder olika former av minnesteman; hymnen "Jungfrau Maria!" hörs i ouvertyren och upprepas i varierad form i varje akt. Detta i kombination med ett starkt driv mot stora höjdpunkter i varje scen medför en känsla av övertygande dramatisk effekt. Operan hade också ett stort spektrum av musikformer som skapar olika atmosfärer: såsom venetiansk gondolmusik ("In des Mondes Silberhelle"), en nocturne ("Durch die Täler"), Leonores recitativ och aria ("So wär'es denn erreicht"), buffahumor ("An dem linken Strand der Tiber"), en dryckesensemble ("Bei Schmaus und Sang und Becherklang") och den hymnartade finalen ("Wie freundlich strahlt der Tag").

## Personer
- Alessandro Stradella, kompositör (tenor)
- Bassi, en rik venetianare (bas)
- Leonore, hans myndling (sopran)
- Malvolino, bandit (bas)
- Barbarino, bandit (baryton)

## Handling
Den berömde kompositören Alessandro Stradella är förälskad i venetianaren Bassis myndling Leonore, som han enleverar under en karneval i Venedig. Bassi sänder yrkesmördarna Malvolino och Barbarino efter de flyende till Rom, där det är meningen att Stradella skall mördas och Leonora föras bort under bröllopsfestligheterna. Mördarna faller emellertid för Stradellas charm och vägrar att utföra dådet. Då Bassi själv kommer till Rom höjer han lönen för att få dem att hålla överenskommelsen, men då de hör Stradella sjunga en aria om en ångerfull syndare blir de så rörda att de ber honom om förlåtelse.